# Eishockey-Eredivisie (Niederlande) 1975/76
Die Saison 1975/76 war die 16. Spielzeit der Eredivisie, der höchsten niederländischen Eishockeyspielklasse. Meister wurden zum insgesamt siebten Mal in der Vereinsgeschichte die Tilburg Trappers.

## Modus
In der Hauptrunde absolvierte jede der acht Mannschaften insgesamt 14 Spiele. Der Erstplatzierte der Hauptrunde wurde Meister. Für einen Sieg erhielt jede Mannschaft zwei Punkte, bei einem Unentschieden gab es einen Punkt und bei einer Niederlage null Punkte.

## Hauptrunde
|    | Klub                     | Sp | S  | U | N  | T   | GT  | Punkte |
| -- | ------------------------ | -- | -- | - | -- | --- | --- | ------ |
| 1. | Tilburg Trappers         | 14 | 13 | 1 | 0  | 116 | 38  | 27     |
| 2. | H.H.IJ.C. Den Haag       | 14 | 8  | 2 | 4  | 86  | 74  | 18     |
| 3. | Amstel Tijgers Amsterdam | 14 | 7  | 1 | 6  | 99  | 81  | 15     |
| 4. | Utrecht Hunters          | 14 | 7  | 1 | 6  | 78  | 69  | 15     |
| 5. | GIJS Groningen           | 14 | 5  | 2 | 7  | 62  | 77  | 12     |
| 6. | S.IJ. Den Bosch          | 14 | 4  | 2 | 8  | 59  | 106 | 10     |
| 7. | Nijmegen Tigers          | 14 | 4  | 1 | 9  | 76  | 87  | 9      |
| 8. | Heerenveen Flyers        | 14 | 3  | 0 | 11 | 64  | 108 | 4*     |

Sp = Spiele, S = Siege, U = Unentschieden, N = Niederlagen
- (* Den Heerenveen Flyers wurden zwei Punkte abgezogen)